# Zamarada volsella
Zamarada volsella är en fjärilsart som beskrevs av Fletcher 1974. Zamarada volsella ingår i släktet Zamarada och familjen mätare. Inga underarter finns listade i Catalogue of Life.